# Cầu Kè
Cầu Kè là một huyện cũ thuộc tỉnh Trà Vinh cũ, Việt Nam.

## Địa lý

### Vị trí địa lý
Huyện Cầu Kè nằm ở phía tây của tỉnh Trà Vinh, nằm cách thành phố Trà Vinh khoảng 40 km về phía tây, cách trung tâm Thành phố Hồ Chí Minh khoảng 230 km, có vị trí địa lý:
- Phía đông giáp huyện Càng Long
- Phía tây giáp huyện Cù Lao Dung và huyện Kế Sách thuộc tỉnh Sóc Trăng
- Phía nam giáp huyện Tiểu Cần
- Phía bắc giáp huyện Trà Ôn và huyện Vũng Liêm thuộc tỉnh Vĩnh Long.

Huyện Cầu Kè có diện tích 245 km², dân số năm 2019 là 102.767 người, mật độ dân số đạt 420 người/km².
Huyện có diện tích 245 km² và dân số là 116.000 người. Huyện Cầu Kè cũng là nơi có loại dừa sáp nổi tiếng.

### Điều kiện tự nhiên
Địa hình
Huyện Cầu Kè mang tính chất chung của vùng đồng bằng sông Cửu Long nên tương đối bằng phẳng. Ngoài những giồng cát có địa hình cao đặc trưng (>1,8m). Dọc theo Sông Hậu có địa hình khá cao (cao ven sông) và thấp dần về hướng Đông (vào nội đồng).
Địa hình thấp nhất (0,4 - 0,6m) ở khu vực phía Đông Nam thuộc các địa bàn (Phong Thạnh, Phong Phú) và nằm rải rác ở các khu vực Đông Bắc (Thạnh Phú, Thông Hòa). Đặc biệt có khu vực địa hình trũng thấp (<0,4m) ở ấp Sóc Kha (xã Hoà Ân); Cây Gòn (xã Phong Thạnh).
Nhìn chung, địa hình huyện Cầu Kè thích hợp cho canh tác lúa, hoa màu và cây lâu năm. Tuy nhiên ở một số khu vực trũng thấp và gò cao cục bộ thường bị ngập úng, khô hạn.
Thủy văn
Sông Cầu Kè là sông chạy qua khu vực trung tâm thị trấn, thuyền bè có trọng tải 20 - 30 tấn giao thông dễ dàng. Bề rộng của sông 20 - 24m, sâu 4m, chịu tác động chế độ bán nhật triều không đều trên biển Đông; mực nước đỉnh triều hàng tháng thay đổi từ 1,0 đến 1,4m.
Huyện Cầu Kè chịu ảnh hưởng triều sông Hậu với 21 km chiều dài nằm dọc bờ sông Hậu và hệ thống sông rạch chính đều bắt nguồn từ sông Hậu như sông Bông Bót - Tổng Tồn - Bà Nghệ, rạch Tân Định. Ngoài ra huyện còn chịu ảnh hưởng triều của sông Cổ Chiên khá mạnh thông qua kênh Trà Ngoa ở phần đất xã Thạnh Phú.
Huyện chịu ảnh hưởng chế độ bán nhật triều không đều ngày lên xuống 2 lần; mỗi tháng có 2 lần triều cường, sau ngày 1 và 15 âm lịch và 2 lần triều kém, sau ngày 7 và 23 âm lịch từ 2 - 3 ngày.
Dân số: Toàn huyện có 31.148 hộ với các dân tộc anh em sinh sống như: Kinh, Khmer, Hoa cùng chung sống dân số 111.964 người, trong đó dân tộc Kinh 88.523 người, chiếm 67,28%, dân tộc Khmer 42.746 người, chiếm 32,49%, dân tộc Hoa 306 người, chiếm 0,23% và khu thị trấn Cầu Kè có 6.889 người chiếm 6,16% dân số toàn huyện. Dân tộc thiểu số 38.965 người 30,93%.
Nguồn lao động: Lao động chủ yếu là sản xuất nông lâm nghiệp. Tính đến thời điểm năm 2018, có 77.864 người trong độ tuổi lao động, chiếm 62% dân số của huyện. Tỷ lệ lao động có việc làm thường xuyên: 72.694/77.864 người, chiếm 93,4%. Hàng năm có thêm khoảng 1.500 lao động. Đây là nguồn lao động dồi dào của huyện.

## Hành chính
Huyện Cầu Kè có 11 đơn vị hành chính cấp xã trực thuộc, bao gồm thị trấn Cầu Kè và 10 xã: An Phú Tân, Châu Điền, Hòa Ân, Hòa Tân, Ninh Thới, Phong Phú, Phong Thạnh, Tam Ngãi, Thạnh Phú, Thông Hòa.

## Lịch sử

Bản đồ hạt Cần Thơ năm 1890. Vùng đất huyện Cầu Kè ngày nay lúc bấy giờ tương ứng với tổng Tuân Giáo

Cầu Kè là quận thuộc tỉnh Cần Thơ từ năm 1913, gồm có 2 tổng: Thạnh Trị với 5 làng và Tuân Giáo với 8 làng.
Ngày 07 tháng 6 năm 1954, tách 3 làng Tích Thiện, Vĩnh Xuân, Trà Côn của tổng Thạnh Trị nhập vào quận Trà Ôn cùng tỉnh.
Ngày 09 tháng 2 năm 1956, quận Cầu Kè thuộc tỉnh Tam Cần.
Ngày 22 tháng 10 năm 1956, quận Cầu Kè thuộc tỉnh Vĩnh Bình, gồm tổng Tuân Giáo với 8 xã, quận lỵ đặt tại xã Hòa Ân.
Sau ngày 30 tháng 4 năm 1975, Cầu Kè là huyện của tỉnh Cửu Long.

### Từ năm 1976 đến nay
Ngày 26 tháng 11 năm 1991, tỉnh Cửu Long được chia thành 2 tỉnh: Vĩnh Long và Trà Vinh, huyện Cầu Kè thuộc tỉnh Trà Vinh, bao gồm 9 xã: An Phú Tân, Châu Điền, Hòa An, Ninh Thới, Phong Phú, Phong Thạnh, Tam Ngãi, Thạnh Phú và Thông Hòa.
Ngày 07 tháng 10 năm 1995, Thủ tướng Việt Nam ban hành Nghị định số 62-CP, thành lập thị trấn Cầu Kè trên cơ sở tách ra từ xã Hòa Ân.
Ngày 2 tháng 3 năm 1998, Chính phủ Việt Nam ban hành Nghị định số 13/1998/NĐ-CP về việc thành lập xã Hòa Tân trên cơ sở 1.261,72 ha diện tích tự nhiên và 5.198 nhân khẩu của xã Hòa Ân; 1.657,97 ha diện tích tự nhiên và 4.501 nhân khẩu của xã An Phú Tân.
Huyện Cầu Kè có 1 thị trấn và 10 xã như hiện nay.

## Kinh tế
Do vị trí địa lý, điều kiện tự nhiên nên huyện Cầu Kè không phát triển nhiều về ngành nuôi trồng thủy sản như một số huyện ở hạ lưu sông Cửu Long. Cầu Kè vẫn là huyện thuần nông nhất của tỉnh, diện tích trồng lúa ước khoảng 30.000 ha, sản xuất ra sản lượng lương thực ước đạt 157.000 tấn lúa/ năm (2006). Tuy nhiên trong những năm gần đây, huyện đang có sự dịch chuyển từ việc trồng lúa sang nuôi trồng thủy sản, đặc biệt là các xã nằm ven sông Hậu.

## Văn hóa
Di tích: Nhà cổ Cầu Kè (nhà Huỳnh Kỳ) tọa lạc ở khóm 4, thị trấn Cầu Kè.
Du lịch
Hoạt động du lịch phát triển, nhất là du lịch sinh thái kết hợp với lễ hội truyền thống. Đến Cầu Kè, bạn sẽ có dịp tham quan nơi ngụ cư của những người Khmer. Các cuộc dâng bông, lễ hội hầu như diễn ra thường xuyên.
Huyện có nhiều tiềm năng về du lịch sinh thái của một vùng sông nước, nhất là các cồn dọc theo sông Hậu, có Cồn Tân Quy thuận lợi cho việc phát triển du lịch; du lịch tâm linh nhất là lễ hội chùa Ông hằng năm. Ngoài ra, huyện còn có nhà bia tưởng niệm nữ anh hùng liệt sĩ Chị Nguyễn Thị Út còn gọi là Út Tịch
Kết hợp với du lịch vườn cây ăn trái của Huyện, tạo nên những tour du lịch khép kín trong toàn tỉnh.
Đặc sản: dừa sáp, chuối tá quạ.

## Hình ảnh

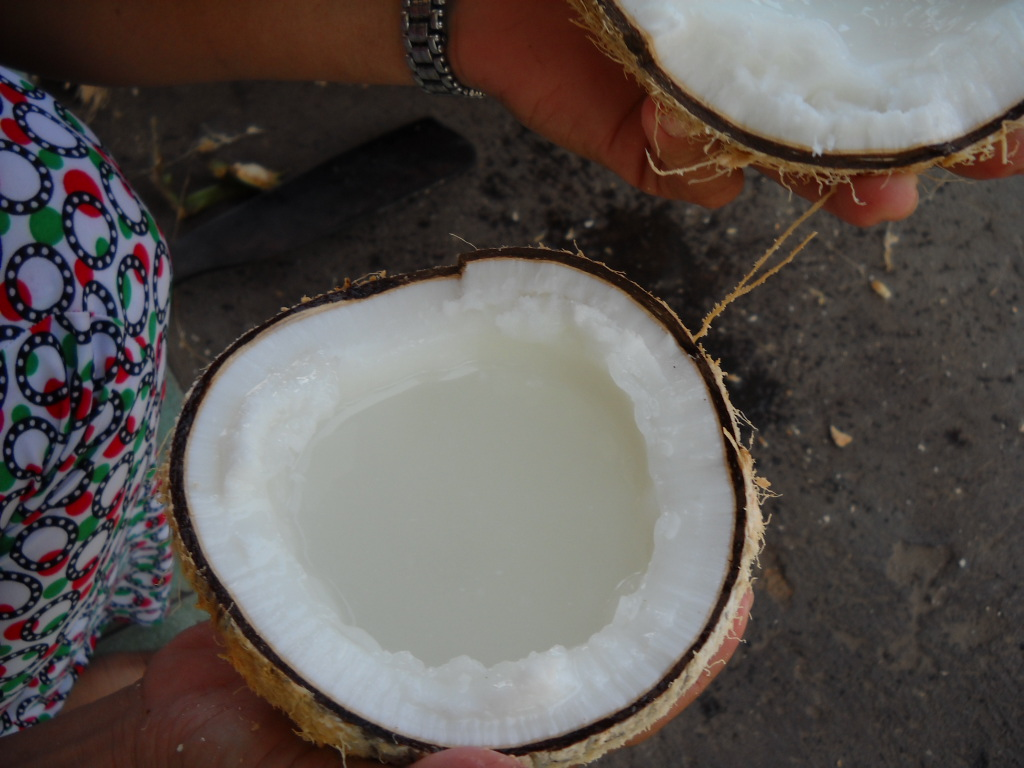
Dừa sáp Cầu Kè, Trà Vinh
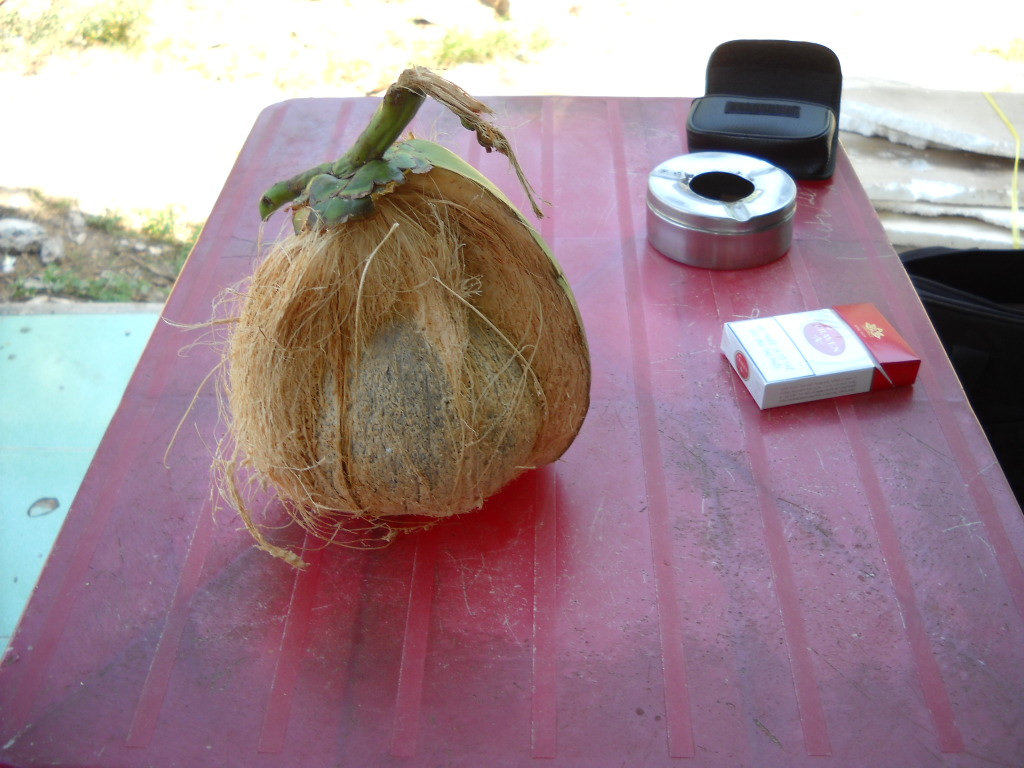
Dừa sáp Cầu Kè, Trà Vinh